# 郵便貯金簡易生命保険管理・郵便局ネットワーク支援機構
独立行政法人郵便貯金簡易生命保険管理・郵便局ネットワーク支援機構（ゆうびんちょきんかんいせいめいほけんかんり・ゆうびんきょくネットワークしえんきこう）は、日本郵政公社が解散時点で行っていた郵便貯金及び簡易生命保険の業務を承継し、管理すること並びに郵便局ネットワークの維持の支援を業務とする独立行政法人である。略称は郵政管理・支援機構。
日本郵政公社から承継した郵便貯金及び簡易生命保険を適正かつ確実に管理し、これらに係る債務を確実に履行することにより、郵政民営化に資するとともに、郵便局ネットワークの維持の支援のための交付金を交付することにより、郵政事業（法律の規定により、郵便局において行うものとされ、及び郵便局を活用して行うことができるものとされる事業をいう。）に係る基本的な役務の提供の確保を図り、もって利用者の利便の確保及び国民生活の安定に寄与することを目的とする（独立行政法人郵便貯金簡易生命保険管理・郵便局ネットワーク支援機構法第三条）。

## 概要
郵政民営化等の施行に伴う関係法律の整備等に関する法律の規定によりなお効力を有するとされる旧郵便貯金法及び旧簡易生命保険法の規定によって、郵便貯金及び簡易生命保険の業務を行う。これらの郵便貯金及び簡易生命保険の業務は、日本郵政公社が解散時点で行っていたものの一部であり、その債務については引き続き政府が保証することとされている。なお、実務的な運用・管理業務は株式会社ゆうちょ銀行及び株式会社かんぽ生命保険に委託している。なお、いわゆる流動性貯金である通常郵便貯金についてはゆうちょ銀行に承継され、預金保険機構による保護対象となり、政府保証の対象からは外された。
民営化前の郵便貯金及び簡易生命保険と民営化後のゆうちょ銀行及びかんぽ生命保険の契約とでは政府による債務の保証の有無等の相違があるため、それぞれを別の勘定で管理するために考案された組織で、民営化後の組織体制についての制度設計が行われていた段階では「公社承継法人」と呼ばれていた。
独立行政法人郵便貯金・簡易生命保険管理機構法の一部を改正する法律（平成30年6月8日法律第41号）により、法人の業務に郵便局ネットワーク支援が追加されることに伴い、2019年4月1日に郵便貯金・簡易生命保険管理機構より名称が変更になった。

## 業務

### 郵便貯金管理業務
民営化前に預入された定期性の郵便貯金（積立郵便貯金・定額郵便貯金・定期郵便貯金・住宅積立郵便貯金・教育積立郵便貯金。これらが満期となり通常郵便貯金となったものを含む。）並びに軍事郵便貯金・外地郵便貯金の業務を承継し、管理している。民営化以降に新規預入をすることはできず、自動継続扱いで預入した定期郵便貯金については、民営化以降は自動継続は行われない。
ただし、民営化前に最初の預入のあった積立郵便貯金・住宅積立郵便貯金・教育積立郵便貯金については、民営化後も委託を受けたゆうちょ銀行及び郵便局が集金・預入の業務を行った。
機構扱いとなった貯金の払戻業務（満期前に住所変更を行う必要が生じるなどの各種手続業務などを含む）についてもゆうちょ銀行が受託し、同行の窓口及び同行の銀行代理店である郵便局の貯金窓口が受付を行っている。

#### 通常郵便貯金
いわゆる流動性貯金である通常郵便貯金については民営化と同時にゆうちょ銀行に承継されたが、民営化前に預入された定期性の郵便貯金が満期となったものについては旧郵便貯金法の規定が適用される通常郵便貯金となるので、民営化後も独立行政法人郵便貯金・簡易生命保険管理機構が管理する通常郵便貯金が存在する。
いわゆる、旧郵便貯金総合通帳に担保定額郵便貯金・担保定期郵便貯金として預入した場合や、あらかじめ定期性の郵便貯金の満期時に振替預入をするゆうちょ銀行の通常貯金を指定している場合は、民営化後に満期となるまで独立行政法人郵便貯金・簡易生命保険管理機構において管理され、満期後は自動的にゆうちょ銀行の通常貯金への入金が行われる。しかし、これらの場合以外は、満期後は払戻しの手続きを行うまで旧郵便貯金法の規定が適用される通常郵便貯金となる。また、担保定額郵便貯金・担保定期郵便貯金であっても、満期となる前に自動貸付けの取扱いの廃止の手続きをした場合は、改めて貯金証書が郵便で交付され、満期後は払戻しの手続きを行うまで、旧郵便貯金法の規定が適用される通常郵便貯金となる。
これらの通常郵便貯金は、いわゆる流動性貯金であるゆうちょ銀行の通常貯金とは異なり、預入や一部払戻しをすることはできず、公共料金の支払い等の口座として指定することもできない。可能な取引は、住所変更等の手続きのほかは全部払戻しのみである。
また、旧郵便貯金法及び通常郵便貯金規定の規定に基づき、10年間払戻しも住所変更等の手続きもない口座は睡眠貯金として取り扱うこととされ、睡眠貯金となった場合には、全部払戻しのみの取扱いとなり、その後さらに10年間経過した場合には、預金者に対し貯金の処分をすべき旨の催告を発した日から2か月間が経過すると、預金者の権利が消滅する。なお、軍事郵便貯金及び外地郵便貯金については、預金者に対する催告ができないことから、預金者の権利が消滅していないものが未だ残存している。
2016年10月末時点で払戻しのされていない通常郵便貯金残高は2兆2,749億円で、定期郵便貯金残高は13兆40億円あり、独立行政法人郵便貯金・簡易生命保険管理機構は早期の受け取りを呼び掛けている。

#### 貯金通帳・証書
旧郵便貯金法の規定が適用される郵便貯金について、民営化後に通帳式証書や証書が発行される場合には、「ゆうちょ銀行」の通帳式証書・証書ではなく、「独立行政法人 郵便貯金・簡易生命保険管理機構」名の通帳式証書・証書が発行される。通帳式証書は、日本郵政公社時代の通帳あるいは通帳式証書のデザインとほぼ同じである。

#### 貯金担保貸付について
旧郵便貯金法の規定が適用される定額郵便貯金・定期郵便貯金を担保に現金又は総合通帳の通常貯金へ当座貸越形式で融資する「貯金担保貸付（ゆうゆうローン）」の債権に係る業務についても、独立行政法人郵便貯金・簡易生命保険管理機構に引き継がれた。貸付金の弁済期限までに貸付金の弁済がされない場合は、貸付金及びその利息と貯金の現在高とが相殺される。

#### 国際ボランティア貯金について
国際ボランティア貯金で預託された寄附金についての業務は、独立行政法人郵便貯金・簡易生命保険管理機構に引き継がれた（国際ボランティア貯金扱いの通常郵便貯金と通常貯蓄貯金の残高は、一般の通常郵便貯金および通常貯蓄貯金同様、ゆうちょ銀行の通常貯金および通常貯蓄貯金として継承）。
預託された寄附金は、当機構で約21億円を承継していたが、2014年度を以て配分完了となり、以降は、配分先で適切に利用されているか等の監査業務を当機構で行っている。
ゆうちょ銀行が、2008年10月1日より開始した「ゆうちょボランティア貯金」とは、関連性はなく、独立している。

### 簡易生命保険管理業務
民営化までに加入のあった簡易生命保険の業務を承継し、管理している。民営化以降に新規契約や特約等を加える契約をすることはできない。こちらも、保険金ないしは満期受取金を引き渡すまでは機構で管理する形となるため、保険金支払いないしは満期到来時の受け取り先の金融機関口座の指定（特に規定があるものでなければ、ゆうちょ銀行以外でも可能）を要請している。

#### 保険証書
旧簡易生命保険法の規定が適用される簡易生命保険について、民営化後に証書が発行される場合には、「かんぽ生命」の証書ではなく、「独立行政法人 郵便貯金・簡易生命保険管理機構理事長」名の証書が発行される。証書は、日本郵政公社時代の証書デザインとほぼ同じである。

### 郵便局ネットワーク支援業務
郵便局ネットワークの維持の支援のための拠出金の徴収及び交付金の交付を行う（機構法第13条）。
交付金の額（年額）は、2019年度において295,219,055,500 円であり、ゆうちょ銀行が 237,820,360,700 円、かんぽ生命が 57,574,973,700 円拠出する。全国の郵便局ネットワーク維持に必要な費用をゆうちょ銀行、かんぽ生命、日本郵便で分担するためのものである（日本郵便は郵便局の運営主体であり交付金を受ける立場でもあるので拠出はしない）。

## 沿革
- 2007年10月1日 - 郵政民営化実施に伴い、郵便貯金・簡易生命保険管理機構として発足。
- 2019年4月1日 - 法人の業務に郵便局ネットワーク支援が追加されることに伴い、郵便貯金簡易生命保険管理・郵便局ネットワーク支援機構に名称変更。